# Det er godt at få varmen - Om unge, stoffer og misbrug
Det er godt at få varmen - Om unge, stoffer og misbrug er en dansk dokumentarfilm fra 1982, der er instrueret af Ib Makwarth.

## Handling
På grundlag af dokumentarisk materiale (hovedsagligt interviews) søger filmen at fremlægge baggrunde og årsager til, at mennesker falder i stofmisbrug. I denne film, som suppleres af filmen Ellers laver jeg ikke noget, er det først og fremmest stofmisbrugere og deres pårørende, der medvirker. Filmholdet har blandt andet besøgt en familie, der er usædvanligt hårdt ramt: Af tre børn døde et på grund af misbrug som 28-årig, de to andre slås stadig for at komme ud af det.